# Siffren Boulouvard
Siffren Boulouvard est un homme politique français né à Arles le 13 janvier 1732 et décédé à Marseille le 20 octobre 1793)
Négociant-propriétaire, représentant de la bourgeoisie aux États généraux de 1789 et maire d'Arles (1793)

## Biographie

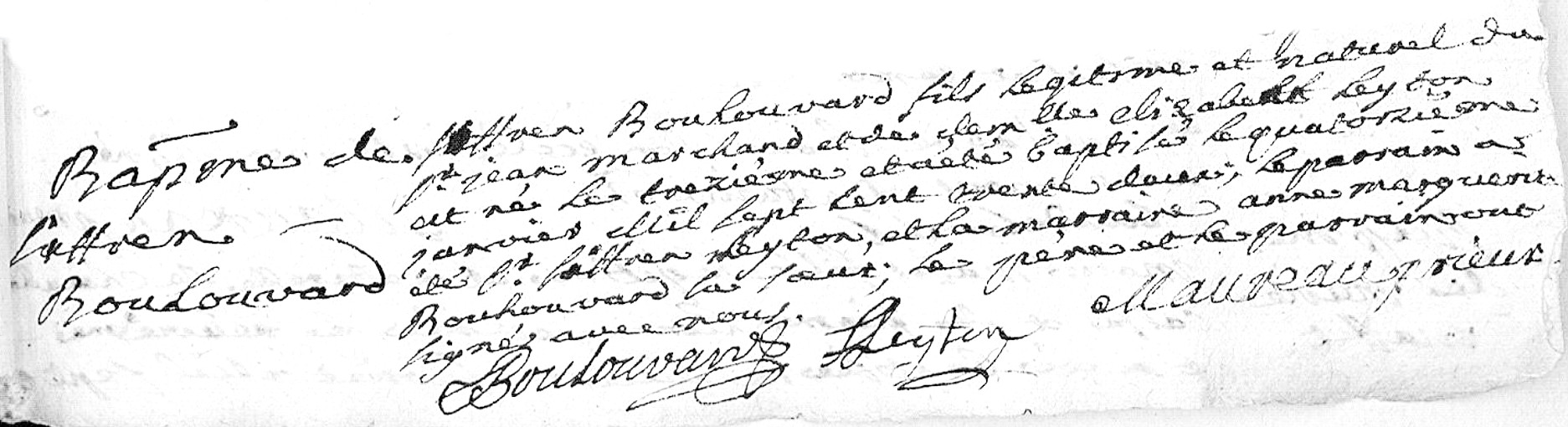
Acte de baptême de Siffren Boulouvard.

Siffren Boulouvard naît le 13 janvier 1732 à Arles et est baptisé le lendemain à Arles-Trinquetaille. Il est le fils de Jean, marchand bourgeois, et d'Elisabeth Leyton. Sa famille, des négociants-armateurs, exportent par le Rhône la graine de garance de Crau vers les états d’Europe centrale. Il est le frère cadet de Pierre Boulouvard l’aîné, l'un des fondateurs de la verrerie de Trinquetaille, entreprise qu'il reprendra en 1791.
Le 13 novembre 1764, il épouse à Arles Marie-Magdeleine Sause, née le 2 novembre 1743 à Arles, fille de Pierre et de Fournier Catherine.
Négociant, il devient en 1784 garde du roi et conseiller communal. Il est ensuite élu aux États généraux de 1789 non pas directement mais en remplacement d'André Michel, bourgeois, demeurant à Arles qui refuse la députation. Lorsque Marseille se déclare girondine en juin 1793, Arles se dote d’une municipalité favorable à cette tendance et les nouveaux édiles l’élisent à la mairie de la ville. Mais après la réaction en août 1793 de la Convention qui liquide les instances mises en place par les forces contre-révolutionnaires alliées à Arles à l'insurrection fédéraliste, Siffren Boulouvard est arrêté et, accusé d’avoir attiré les troupes marseillaises, d’être intervenu à Toulon et d’avoir voulu ramener la constitution de 1789, il est guillotiné à Marseille au bas de la Canebière le 20 octobre 1793 avec un autre édile d’Arles, le maître-verrier Grignard de la Haye.
Un de ses fils, Jean, deviendra à son tour presque trente ans plus tard, maire d’Arles.

### Sources
- Anne Tuloup-Smith – Rues d’Arles, qui êtes-vous ?, page 70 – Éditions les Amis du viel Arles, 2003.